# Akropolis-Turnier 1995
Die 10. Auflage des Akropolis-Basketball-Turniers 1995 fand zwischen dem 8. und 10. Juni 1995 im Vorort Marousi von Athen statt. Ausgetragen wurden die insgesamt sechs Spiele erstmals in der Olympiahalle.
Neben der gastgebenden Griechischen Nationalmannschaft nehmen auch die Nationalmannschaften aus Slowenien und eine Auswahl aus den Vereinigten Staaten teil. Das Teilnehmerfeld komplettierte die jugoslawische Nationalmannschaft die nur wenige Wochen später an gleicher Stelle die Europameisterschaft gewinnen konnte.
Zu den Stars des Akropolis-Turniers 1995 gehörten neben dem Griechen Panagiotis Giannakis die Jugoslawen Dejan Bodiroga und Predrag Danilović.

## Begegnungen
| 8. Juni 1995  | Griechenland       | 82 - 73 | Slowenien          |
| 8. Juni 1995  | Vereinigte Staaten | 57 - 77 | Jugoslawien        |
| 9. Juni 1995  | Griechenland       | 91 - 85 | Vereinigte Staaten |
| 9. Juni 1995  | Slowenien          | 81 - 93 | Jugoslawien        |
| 10. Juni 1995 | Griechenland       | 62 - 72 | Jugoslawien        |
| 10. Juni 1995 | Slowenien          | 83 - 86 | Vereinigte Staaten |

## Tabelle
| Rang | Land               | Punkte | Körbe   |
| ---- | ------------------ | ------ | ------- |
| 1    | BR Jugoslawien     | 6      | 242-200 |
| 2    | Griechenland       | 5      | 235-230 |
| 3    | Vereinigte Staaten | 4      | 228-251 |
| 4    | Slowenien          | 3      | 237-261 |